# 刘楚恬
刘楚恬（2009年9月5日—），中国大陆女演员。

## 演艺经历
2014年1月因在跨年代情感劇《爺們儿》中飾演李國生女兒李婷北而首次接觸演戲；同年，參加湖南衛視《元宵喜樂會》和《快樂大本營》，并因參加中央電視台娛樂節目《嗨！2014》 受人關注。12月在中國3D武俠動畫連續劇《秦時明月》飾演童年高月。2015年在古裝傳奇劇《羋月傳》裡面飾演童年羋月而被觀眾所熟知。2016年，劉楚恬為電影《我的特工爺爺》演唱推廣曲《爺爺的情書》。2017年在科幻喜劇電影《喵星人》中飾演吳優優。2018年2月，劉楚恬參加《2018年中央電視台春節聯歡晚會》，與周杰倫搭檔演出《告白氣球》。2018年電視劇《知否？知否？应是绿肥红瘦》中飾演童年盛明蘭。2019年6月，由劉楚恬演唱的公益單曲《Hello Blue》正式上線；9月20日，由劉楚恬主演的電影《小Q》上映，劉楚恬在其中飾演童年陳芷喬。2021年在教育剧《小舍得》中饰演夏欢欢。11月25日，參加第33屆中國電影金雞獎電影音樂會暨開幕式，與牛犇同台表演《鼓浪嶼之波》。2022年1月31日，參加2022春晚倒計時，與任嘉倫搭檔演出《瀏陽河》。2023年1月21日，二登春晚，參加《2023年中央廣播電視總台春節聯歡晚會》表演音樂劇《當“神獸”遇見神獸》。

## 影视作品

### 电视剧
| 首播日期 | 剧名                     | 角色           |
| 2014年   | 爷们儿                   | 北北           |
| 2015年   | 小爸妈                   | 莫雨恬         |
| 2015年   | 我愛男保姆               | 方可           |
| 2015年   | 秦时明月                 | 高月（童年）   |
| 2015年   | 芈月传                   | 芈月（幼年）   |
| 2017年   | 云巅之上                 | 童年简兮       |
| 2018年   | 知否？知否？应是绿肥红瘦 | 盛明兰（童年） |
| 2021年   | 小舍得                   | 夏欢欢         |
| 2025年   | 难哄                     | 桑稚           |

### 电影
| 首播年度 | 片名                     | 角色       |
| 2015年   | 天将雄师                 | 书斋小女孩 |
| 2016年   | 西游记之孙悟空三打白骨精 | 童年白骨精 |
| 2016年   | 陆垚知马俐               | 童年马俐   |
| 2017年   | 喵星人                   | 吳優優     |
| 2019年   | 小Q                      | 陈芷乔     |

## 综艺节目

### 综艺
| 首播年份 | 综艺名称   | 日期    | 首播电视台             | 备注 |
| 2014年   | 快乐大本营 | 3月8日  | 湖南卫视               |      |
| 2014年   | 嗨！2014   | 4月18日 | 中国中央电视台综合频道 |      |

### 春晚舞台
| 年份   | 节目名称     | 日期    | 首播电视台     | 备注 |
| 2018年 | 春節聯歡晚會 | 2月15日 | 中国中央电视台 |      |
| 2023年 | 春節聯歡晚會 | 1月21日 | 中国中央电视台 |      |

## 音乐作品

### 影视歌曲
| 歌曲       | 其他         |
| ---------- | ------------ |
| 爷爷的情书 | 與洪金宝合唱 |
| Hello blue | 公益歌曲     |

## 获奖记录
| 年份   | 獎項名稱     | 作品 | 結果 |
| ------ | ------------ | ---- | ---- |
| 2011年 | 年度明星寶貝 | N/A  | 獲獎 |